# 57509 Sly
57509 Sly è un asteroide della fascia principale. Scoperto nel 2001, presenta un'orbita caratterizzata da un semiasse maggiore pari a 2,5865782 UA e da un'eccentricità di 0,1908542, inclinata di 13,18433° rispetto all'eclittica.